# Familie mafiotă

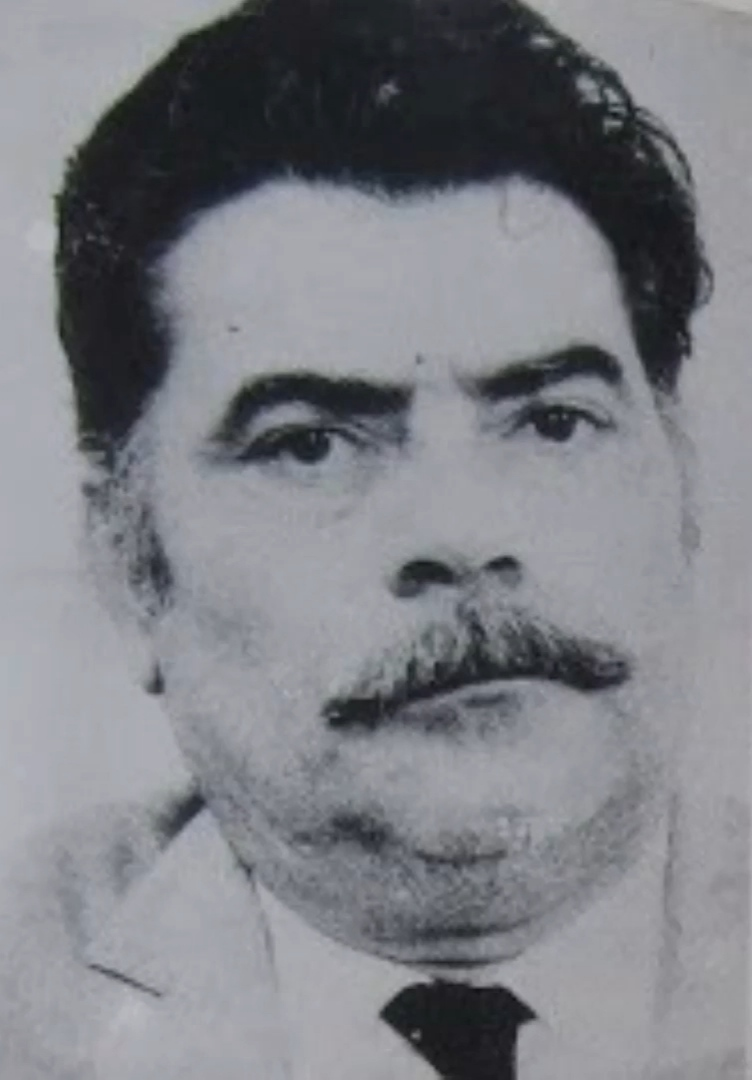
Giuseppe Calderone, șeful Cosa Nostra din Catania

O familie mafiotă este un termen prin care se denotă o unitate a unui sindicat al crimei organizate (cu precădere în mafia siciliană sau italoamericană) care operează în cadrul unui teritoriu geografic bine delimitat. Mai precis, o familie sau clan este o bandă criminală care operează fie independent, fie ca parte a unei asociații organizate de mici bande (e.g. celule, facțiuni, găști etc.). De asemenea, o familie poate să fie o singură „întreprindere” sau parte a unui sindicat sau cartel. În ciuda numelui, majoritatea familiilor nu sunt alcătuite din membrii unei familii, însă pot exista membri înrudiți.

## Origini
Termenul își are originile în mafia siciliană. În limba siciliană, cuvântul cosca⁠(d) - care înseamnă coroana de frunze spinoase de pe plante precum anghinarea sau ciulinul⁠(d) - simbolizează puterea relațiilor dintre membri. Cosca este utilizat și pentru a denota un clan⁠(d). După ce mafia a ajuns în Statele Unite la sfârșitul secolului al XIX-lea, traducerea în engleză a cuvântului cosca a fost clan sau familie.
Termenul poate cauza confuzie, în special în cultura populară și la Hollywood, deoarece termenul de „familie mafiotă” nu denotă neapărat că membrii săi sunt înrudiți. În Sicilia și America, majoritatea șefilor mafiei nu sunt înrudiți cu predecesorii lor. Cu toate acestea, despre Ndrangheta se susține că este organizată pe relații de sânge⁠(d).
Termenul este utilizat uneori pentru a descrie unități distincte ale sindicatelor criminale de altă origine etnică și națională, cum ar fi mafia irlandeză⁠(d), yakuza, tongs⁠(d) și triadele, mafia indiană⁠(d) cartelurile⁠(d) columbiene și mexicane implicate în traficul de droguri, mafia albaneză⁠(d), mafia rusă⁠(d), mafia malteză, Hoț în drept⁠(d) și familiile est-europene. Unele dintre aceste entități, cum ar fi „Ndrangheta, pot fi organizate pe relații de sânge.